# Jean-Claude Antonini
Pour les articles homonymes, voir Antonini.
Jean-Claude Antonini, né le 20 mars 1940 à Reims (Marne) et mort le 8 février 2019 à Angers (Maine-et-Loire), est un homme politique français. 
Membre du Parti socialiste, il est maire de la ville d'Angers de 1998 à 2012. Il préside la communauté d'agglomération d'Angers Loire Métropole de 2001 à avril 2014.

## Biographie
Diplômé de l'Institut d'études politiques de Paris et de la faculté de médecine d'Angers en 1969, Jean-Claude Antonini exerce comme médecin généraliste de 1969 à 1997,.

### Carrière politique
Jean-Claude Antonini devient conseiller municipal d'Angers en 1977 au sein de l'équipe de Jean Monnier, et entre parallèlement au PS. En 1983, il devient adjoint au maire d'Angers, Jean Monnier, chargé de l'environnement. Président du Conseil national du bruit de 1986 à 1992, puis vice-président de l'Entente nationale des élus pour l'environnement de 1990 à 1996, il est également président du Groupement de prévention des violences à enfant entre 1994 et 1998. Antonini est conseiller général de Maine-et-Loire de 1988 à 1998.
En 1998, il succède à Jean Monnier à la tête de la mairie après avoir été le premier adjoint au maire de 1995 à 1998. La même année, il devient conseiller régional des Pays de la Loire dans l'opposition socialiste. Réélu au second tour à la mairie d'Angers en 2001 face à Dominique Richard avec 57,34 % des voix,, il obtient la présidence de la communauté d'agglomération d'Angers Loire Métropole.
Président du Centre d'information et de documentation sur le bruit en 2002 puis membre du Conseil national du développement durable en 2003, il devient en l'année suivante le deuxième vice-président du conseil régional des Pays de la Loire.
Fin 2007, il se déclare candidat à sa propre succession lors des élections municipales françaises de 2008, avant d'annoncer en décembre son alliance avec Les Verts qui obtiennent deux personnes éligibles de plus qu'en 2001 sur la liste. Il essuie deux coups durs au sein de son équipe : Michelle Moreau, sa 1re adjointe centriste, claque la porte du conseil municipal fin septembre tandis que Hervé Carré, adjoint au maire, démissionne à son tour un mois et demi plus tard. Les deux dissidents rejoignent la liste de l'opposant UMP, Christophe Béchu,.
Jean-Claude Antonini signe un accord de partenariat avec un groupe de sensibilité démocrate emmené par Bernadette Caillard-Humeau, militante du MoDem, qu'il choisira comme sa première adjointe en cas de victoire. Jean Monnier, maire d'Angers de 1977 à 1998, annonce cependant le 29 février 2008, qu'il soutient Christophe Béchu.
Arrive en deuxième position derrière Christophe Béchu à l'issue du premier tour le 9 mars 2008, Jean-Claude Antonini est réélu le 16 mars 2008 avec 50,6 % des voix contre 49,4 %.
En mars 2009, il annonce « un budget de combat » afin de lutter contre la crise économique et financière, en débloquant 15 millions d'euros en faveur du logement, gelant les tarifs municipaux « pour ne pas pénaliser les bas revenus » et en suspendant certaines aides à l'action culturelle comme le Festival international du scoop et du journalisme.
Le 20 janvier 2012, il annonce dans une lettre à ses administrés sa démission de son mandat de maire. Frédéric Béatse lui succède. Antonini reste conseiller municipal et président de la communauté d'agglomération d'Angers Loire Métropole jusqu'en avril 2014.

### Mort
Jean-Claude Antonini meurt le 8 février 2019 à l'âge de 78 ans.

### Vie privée
Jean-Claude Antonini est marié et père de quatre enfants, 3 filles et un garçon.